# Sveučilište u Teheranu
Sveučilište u Teheranu, najstarije i jedno od najprestižnijih sveučilišta u Iranu, s najvećom knjižnicom u toj zemlji. U Iranu se popularno naziva „Majkom iranskih sveučilišta“.
Fakultete upisuju studenti iz cijelog svijeta, a samo sveučilište je poznato po širokom spektru znanstvenih tema koje se istražuju. Studenti ovdje mogu steći neke od 116 različitih diploma osnovnih, 160 magistarskih i 120 doktorskih studija. Na sveučilištu se nalazi oko 340 stranih studenata.
Susjedno Medicinsko sveučilište, iako administrativno odvojeno, dijeli isto glavno dvorište i objavljuje sva znanstvena istraživanja pod imenom "Sveučilišta u Teheranu".

## Povijest
Većina fakulteta ovog sveučilišta nastala je objedinjujući već postojeće ustanove za visoko obrazovanje, poput Dar al-Fununa. Međutim, godine 1928., profesor Mahmud Hesabi tadašnjem ministru kulture Aliju Azgaru Hekmatu u kabinetu šaha Reze predlaže osnivanje čvrste ustanove koja bi pokrila većinu znanosti.
Ali Azgar Hekmat je, u suradnji s Andreom Godardom i grupom europskih arhitekata došao do plana buduće sveučilišne zgrade. Sveučilište je službeno započelo s radom 1934. godine. Blok „Amir abad“ je dodat godine 1945., nakon što su američke skupine napustile to imanje, pred kraj Drugog svjetskog rata. Preostali fakulteti su kasnije ili osnovani ili direktno potpomognuti i prošireni od strane akademskih ustanova Sjedinjenih Američkih Država.
Na sveučilištu su prvi put prihvaćene žene kao studenti, godine 1937.
Godine 1986. odlukom Narodnog parlamenta Irana, prerasli fakultet medicine se odvojio u posebno sveučilište, potpadajući pod Ministarstvo zdravstva i medicinskog obrazovanja. To sveučilište je trenutno najprestižnije u Iranu, s oko 13 000 studenata. Pri tome, uska suradnja dva sveučilišta i dalje traje u mnogim poljima.

## Blokovi
Trenutno se sveučilište sastoji od 40 fakulteta, ustanova i istraživačkih i obrazovnih centara:
- Središnji blok Pardis (najstariji i najpoznatiji od blokova)
- Sjeverni blok Kargar (gdje se nalazi većina studentskih domova)
- Blok Karadž
- Blok Varamin
- Blok Kom
- Blok Čoka

## Fakulteti
Arhitektura glavnog sveučilišnog bloka je pod jakim utjecajem europske arhitekture 20. stoljeća. U početku, Sveučilište u Teheranu se sastojalo od šest fakulteta:
- Teološki
- Fizički (1934.)
- Književnosti, filozofije i obrazovanja
- Medicinski (1934.)
- Farmaceutski (1934)
- Stomatološki (1939.)
- Strojarski (1934.)
- Prava, politike i ekonomije

Kasnije, osnovani su sljedeći fakulteti:
- Akademija lijepih umjetnosti (1941.)
- Veterinarski (1943.)
- Poljoprivredni (1945.)
- Poslovne administracije (1954.)
- Obrazovanja (1954.)
- Prirodnih resursa (1963.)
- Ekonomski (od 1970.)
- Društvenih znanosti (1972.)
- Filološki za strane jezike (1989.)
- Za proučavanje prirodnog okruženja (1992.)
- Fizičkog obrazovanja

Godine 1992., medicinski, farmaceutski i stomatološki fakultet su se pripojili i obrazovali Medicinsko sveučilište u Teheranu, ali se i dalje nalaze u glavnom sveučilišnom bloku.

## Instituti
Sveučilište je i centar nekoliko važnih instituta:
- Za biokemiju i biofiziku (koji predstavlja narodno i UNESCO sjedište za biologiju)
- Za geofiziku
- Međunarodni istraživački centar za suživot s pustinjama
- Povijesti znanosti
- Za sjevernoameričke i europske studije
- Za elektrotehniku
- Centar za studiranje žena
- Istraživački centar za primijenjeni menadžment
- Za rječnik Dekhoda

## Nagrade i dostignuća
Mnogi profesori i studenti ovog sveučilišta jesu dobitnici važnih narodnih i međunarodnih nagrada. Vjerojatno najbitnija od ovih je Nobelova nagrada, dodijeljena doktoru Širinu Ebadiju, 2003. godine.
Ministarstvo znanosti i tehnologije je odredilo Sveučilište u Teheranu za centar za gradsko planiranje, primijenjenu elektromagnetiku, naftu i nanoelektroniku.
U 2005. i 2006. godini, udruženo Medicinsko sveučilište u Teheranu je rangirano kao najbolje u Iranu, za medicinu. Godine 2006. Sveučilište u Teheranu je dobilo nagradu „napredna liga za simulaciju“ na natjecanju za robotiku u Njemačkoj.
Internetska stranica sveučilišta je na drugom mjestu na Srednjem istoku, i na prvom mjestu u Iranu, gledano u 2007. godini.

## Politička uloga
Sveučilište u Teheranu je imalo ključnu ulogu u nekim političkim događajima u Iranu u posljednjih 30 godina. Upravo pred kapijom ovog sveučilišta je vojska šaha Muhameda Reze Pahlavija otvorila vatru na studente-disidente, otvarajući vrata Iranskoj revoluciji 1979. godine. 20 godina kasnije, u srpnju 1999. godine, prodemokratski politički disidenti s ovog istog sveučilišta suočili su se s režimskom vojskom drugi put.
Studenti istog sveučilišta su 1. travnja 2007. godine pred veleposlanstvom Ujedinjenog Kraljevstva skandirali „Smrt Englezima!“.
Sveučilište u Teheranu je od svog začetka mjesto političkih i ideoloških pokreta. Svakog petka, na ovom sveučilištu se održavaju jaki politički govori.
Od 1979. godine, tj. od Iranske revolucije, glavni blok sveučilišta i okolne ulice predstavljaju mjesto za molitve petkom.

## Poveznice
- Znanost i tehnologija u Iranu
- Popis visokoobrazovnih ustanova u Teheranu

## Vanjske poveznice
- (perz.)(engl.)(arap.)(fr.) Službene stranice Sveučilišta u Teheranu  Arhivirana inačica izvorne stranice od 7. srpnja 2009. (Wayback Machine)

Sestrinski projekti
|  | Zajednički poslužitelj ima još gradiva o temi Sveučilište u Teheranu |